# Géographie (Ptolémée)

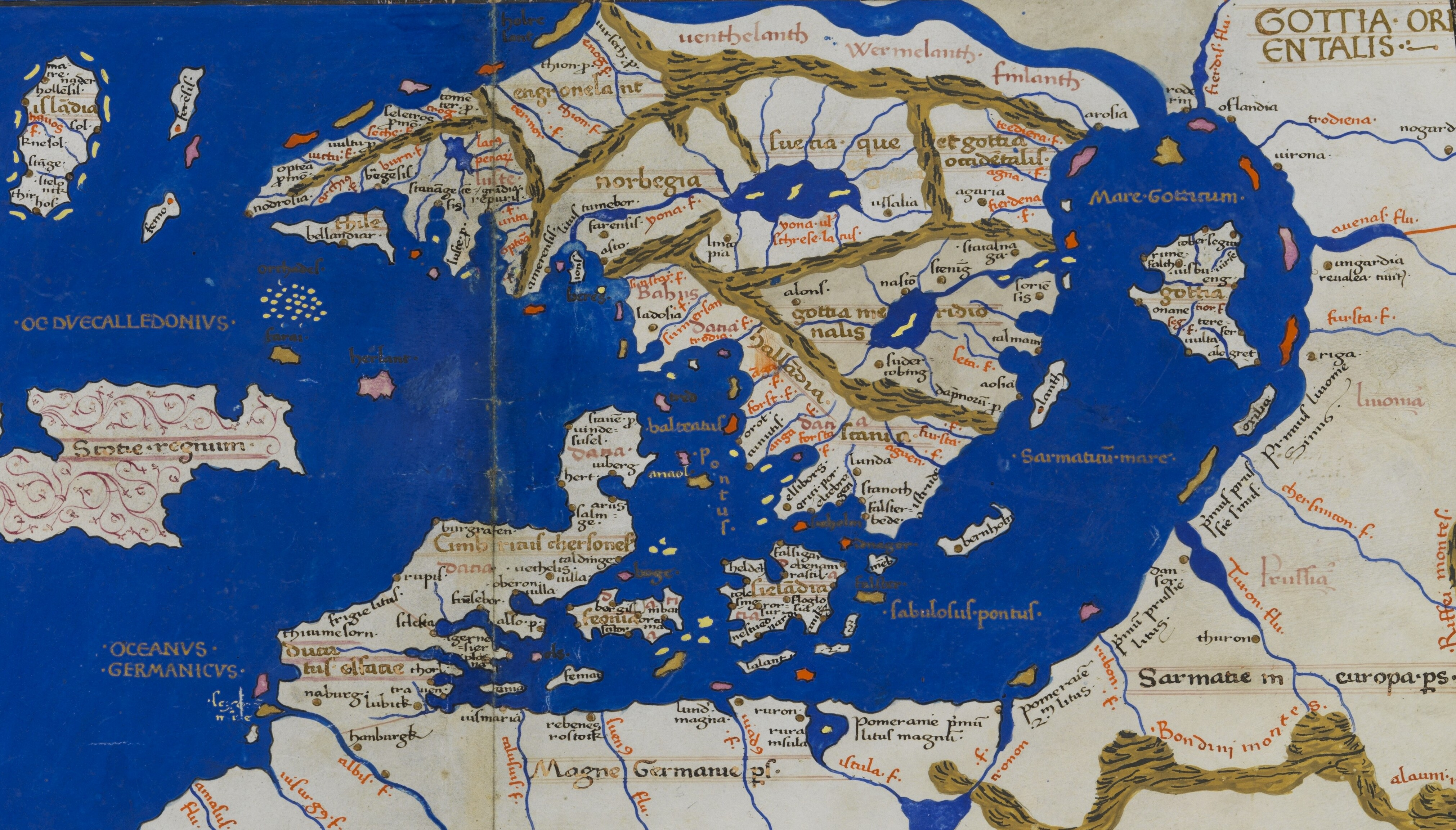
Une carte de la Scandinavie, reconstituée d'après la Géographie de Ptolémée, 1467 (Bibliothèque nationale de Varsovie.)

La Géographie ou Manuel de géographie (en grec ancien : Γεωγραφικὴ Ὑφήγησις / Geōgraphikḕ Hyphḗgēsis, en latin Geographia ou anciennement Cosmographia) est un traité rédigé par Ptolémée vers l'an 150. Cette Introduction géographique à la cartographie est une compilation des connaissances sur la géographie du monde à l’époque de l’Empire romain, et dont la redécouverte en Europe au XVe siècle permit de relancer l'étude de la géographie mathématique et de la cartographie et de la chorographie.
Cet ouvrage est divisé en huit livres. Le premier de ceux-ci expose les bases théoriques du sujet. Les six livres suivants sont consacrés aux diverses parties du monde connu, et contiennent entre autres les coordonnées d'environ 8 000 localités. Le huitième et dernier livre, après une brève introduction, utilise les informations contenues dans les livres précédents pour atteindre l'objectif final : dessiner des cartes géographiques de tout le monde habité. Il en contient 27, une carte générale et 26 régions détaillées.

## Fondements
Des cartes géographiques basées sur des principes scientifiques et en particulier sur l'utilisation d'une grille de méridiens et de parallèles (c'est-à-dire un système de coordonnées) avaient déjà été réalisées depuis l'époque d'Ératosthène au IIIe siècle av. J.-C. Au siècle suivant, la géographie mathématique accomplit de grands progrès grâce à Hipparque. À l'époque de l'Empire romain, Marinos de Tyr continue d'approfondir le sujet, et Ptolémée le citera amplement. Tous les ouvrages antérieurs ayant été perdus, il n'est pas facile de juger jusqu'à quel point les méthodes présentées par Ptolémée sont originales, mais il est généralement admis que les principales projections cartographiques décrites dans la Géographie sont de lui. Pour les données relatives aux régions examinées plus en détail, Ptolémée a certainement utilisé, en plus de celles d'Hipparque et de Marinos, les descriptions d'itinéraires et de périples disponibles à son époque.

## L'écoumène de Ptolémée
Ptolémée n'avait pas l'intention de représenter le globe entier, mais uniquement les régions habitées, c'est-à-dire l'écoumène. Celui-ci s'étendait entre la latitude 63° Nord (pour Ptolémée, il s'agit du parallèle de Thulé) et celle de 16° 25’ Sud (le parallèle d’Anti-Meroe, la côte orientale de l'Afrique). Ptolémée croyait que l'écoumène couvrait 180° en longitude. La localité le plus à l'ouest, où il avait placé le méridien de référence, se trouvait sur les îles « Fortunata » (îles des Bienheureux), généralement associées aux îles Canaries. Du côté est, l'endroit le plus éloigné appartient à la péninsule indochinoise.

## La théorie présentée dans le premier et le huitième livre

### Latitudes et longitudes
Le premier livre de la Géographie présente une analyse des obstacles rencontrés et des méthodes utilisées par Ptolémée. Pour dessiner des cartes géographiques, le premier problème à résoudre était celui du choix des coordonnées, c'est-à-dire les latitudes et les longitudes des lieux à représenter. La latitude, en principe, ne posait pas de difficultés majeures. Diverses méthodes pour la calculer existaient déjà. Ptolémée avait une préférence pour celle utilisant le nombre d'heures maximum de luminosité dans une journée. La longitude était beaucoup plus difficile à mesurer. La seule méthode suffisamment précise disponible à cette époque est celle où l'on calcule la différence entre les heures locales d'observation d'une éclipse de Lune. C'est cette méthode, recommandée par Hipparque, qu'a reprise Ptolémée. Ce dernier regrettait cependant d'avoir à sa disposition bien trop peu de valeurs obtenues de cette façon. La plupart du temps, Ptolémée a été contraint de calculer les différences de longitude en se basant, d'une part, sur des estimations des distances linéaires – elles-mêmes tirées d'itinéraires existants – et, d'autre part, sur la longueur du parallèle correspondant. Il avait toutefois remarqué que la différence longitudinale entre deux points placés sur des parallèles différents peut aussi être évaluée si on connait la différence de latitude et l'angle selon lequel elle croise le méridien.

### Projections cartographiques

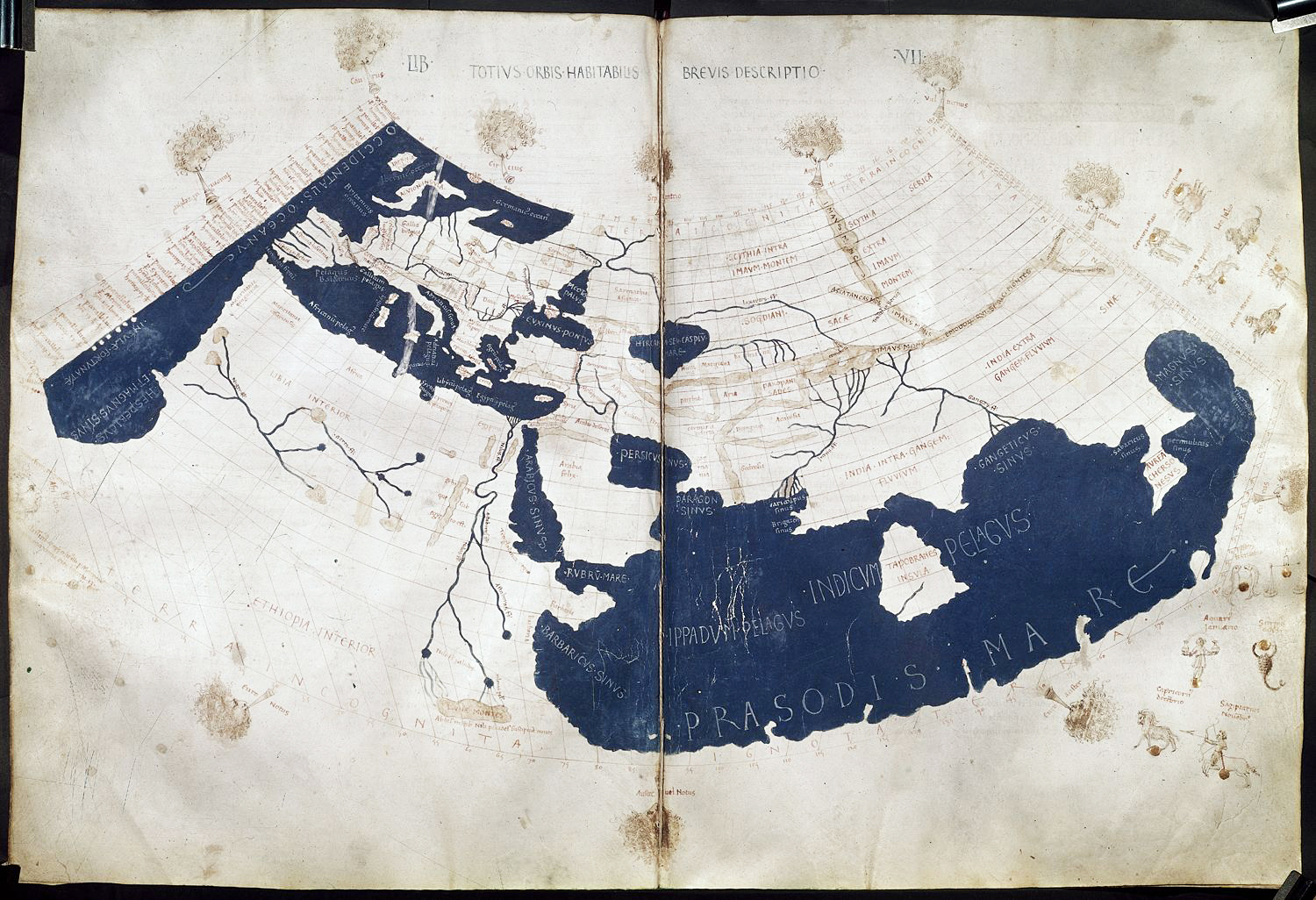
La carte de l'écoumène de Ptolémée, re-dessinée en utilisant la première projection.

Même en connaissant les coordonnées d'un endroit, le second problème, caractéristique de la cartographie, est de représenter une portion de superficie sphérique sur une surface plane. De toute évidence, il est impossible de le faire sans distorsion. Il faut donc choisir quelles sont les caractéristiques que l'on souhaite conserver intactes lors de la transcription.
Ptolémée décrit deux projections pouvant être utilisées pour réaliser une carte générale de l'écoumène. La première, plus simple, est essentiellement une projection conique dans laquelle les parallèles sont représentés avec des cercles concentriques et les méridiens avec des droites qui convergent vers un même point unique. Ce système tend cependant à représenter les parallèles avec des arcs dont la longueur va en grandissant vers le sud, alors qu'à partir de l'équateur, la longueur réelle diminue. Considérant cette différence inacceptable, Ptolémée a modifié la projection du faisceau placé au sud de l'équateur de la façon suivante : il a attribué à l'arc qui représente le parallèle le plus au sud (c'est-à-dire le parallèle d'Anti-Meroe, à la latitude 16° 25' S) la même longueur que son symétrique respectif à l'équateur (à la latitude 16° 25' N). Il trace ensuite des méridiens au sud de l'équateur avec des segments qui connectent les points de l'équateur avec ceux du parallèle d'Anti-Meroe placés sur la même longitude.

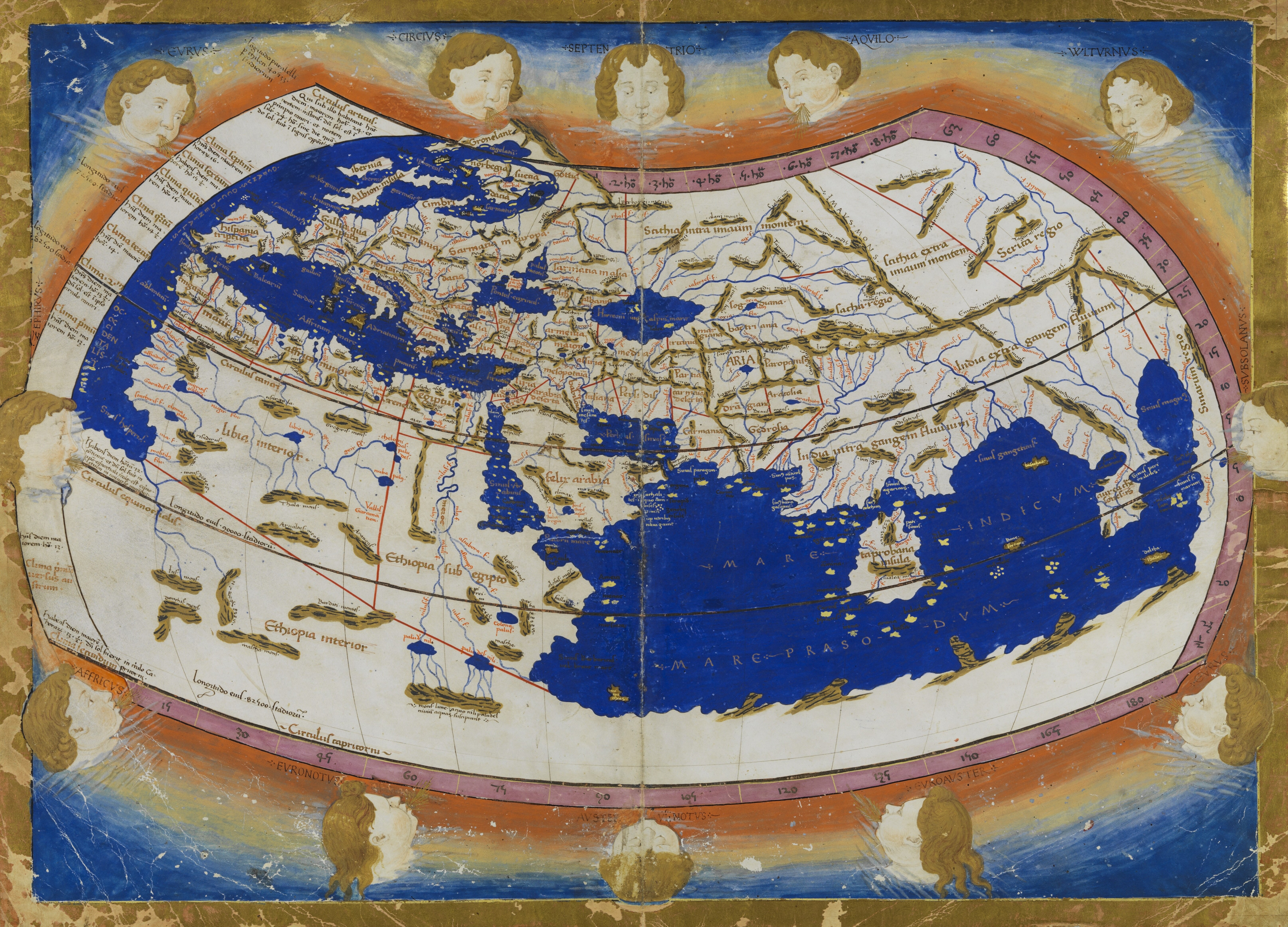
La carte de l'écoumène de Ptolémée, re-dessinée en utilisant la deuxième projection.

La deuxième projection, que Ptolémée préférait, est plus complexe. Elle représente les méridiens non pas avec des segments de droite, mais avec des arcs. Le segment du méridien central faisant partie de l'écoumène (90° à l'est des îles des Bienheureux) est représenté par une ligne verticale sur laquelle les distances sont proportionnelles à la réalité. Sur la prolongation de ce segment, vers le haut, Ptolémée choisit un point C comme centre des parallèles. Il mesure ensuite la circonférence du centre C qui passe par les extrémités du segment et par le point du milieu. À partir de ces trois circonférences, il trace des arcs symétriques au méridien central. Ceux-ci représentent trois parallèles : deux aux extrémités pour marquer les limites de l'écoumène (le parallèle de Thulé au nord, et celui de l'Anti-Meroe au sud) et un troisième à mi-chemin entre les deux. La longueur des arcs est choisie de façon à reproduire les parallèles selon la même échelle que celle utilisée pour le méridien central. Chacun des trois parallèles est divisé en arc égaux pour permettre d'inscrire les longitudes à intervalles de 5 degrés. Les méridiens (tracés tous les 5 degrés) sont ensuite dessinés en forme d'arcs qui passent par les trois points de même longitude sur les trois parallèles spéciaux. Les autres parallèles sont tracés avec des arcs concentriques basés sur les trois précédents, mais les distances représentés par ces nouveaux parallèles ne sont pas proportionnelles à la réalité.
Pour les cartes régionales, Ptolémée, comme il l'explique au début du huitième livre, utilise une troisième projection : la projection cylindrique simple, déjà utilisée par Marinos de Tyr, dans laquelle les méridiens et les parallèles sont représentés par une grille de lignes droites qui se croisent orthogonalement. Ptolémée considérait que les distorsions induites par cette projection la rendaient inutilisable pour une carte générale, mais qu'elles étaient suffisamment limitées dans le cas des cartes régionales.
Les cartes originales de Ptolémée ont été perdues. Il n'est cependant pas difficile de re-dessiner la plupart d'entre elles, grâce aux instructions détaillées de Ptolémée sur les projections utilisées et à la quantité de coordonnées disponibles dans ses manuscrits.

## Coordonnées géographiques et erreurs
Six des livres de la Géographie (du deuxième au septième) contiennent des données sur les caractéristiques géographiques du monde connu : on y trouve les emplacements de différents peuples, cours d'eau, montagnes, villes, îles, etc. Des longitudes et latitudes sont attribuées à environ 8 000 localités. Ces données contiennent différents types d'erreurs. La plupart des latitudes sont erronées dans des proportions bien plus importantes que la simple erreur de mesure à laquelle on aurait pu s'attendre avec les moyens disponibles à l'époque. Dans certains cas, comme celui de la ville de Babylone, on remarque que la valeur utilisée par Ptolémée est beaucoup moins précise que celle calculée longtemps auparavant par Hipparque.
Outre les erreurs individuelles causées par le manque de sources fiables (en particulier dans le cas des régions éloignées de l'Empire romain), les données de Ptolémée sont également affectées par deux erreurs récurrentes. La première concerne les dimensions de la Terre. Alors qu'Ératosthène avait mesuré avec une précision remarquable la longueur du méridien et qu'Hipparque en avait accepté la valeur, Ptolémée a préféré utiliser une valeur inférieure (environ 5/7 du résultat d'Érastosthène), celle utilisée par Marinos de Tyr qui se basait sur Posidonios. La deuxième erreur concerne la surévaluation des longitudes.
Dans le cadre d'un projet de recherche interdisciplinaire à l'Université technique de Berlin, les erreurs des coordonnées géographiques du deuxième et du troisième livre ont été analysées et des localités inconnues ont été identifiées,,.

## Influence, traductions et éditions

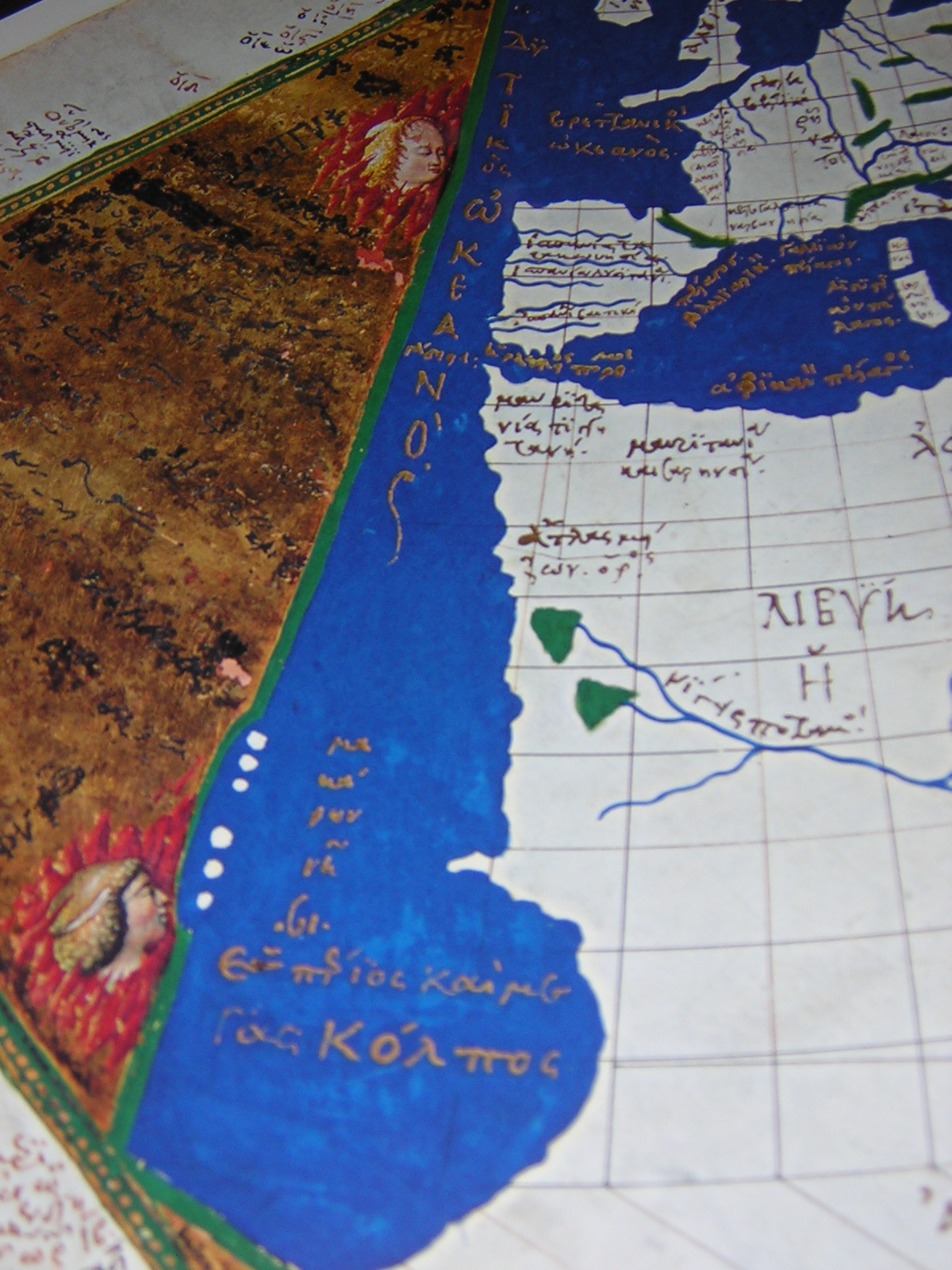
Une partie de la côte atlantique sur une carte de Ptolémée dessinée par Giovanni Rhosos vers 1454.

Au cours de l'Antiquité tardive, l'œuvre de Ptolémée est connue tant dans le monde grec que dans le monde latin. Elle sert de base à la description du monde habité compilée par Pappus d'Alexandrie vers l'an 300, et elle est citée par Ammien Marcellin à la même époque, ainsi que par Cassiodore au VIe siècle. Mais par la suite, on en perd la trace en Europe occidentale.
Le monde musulman prend connaissance de l'œuvre de Ptolémée avant l'année 825, date à laquelle un groupe d'astronomes traduit en arabe son astronomie, en lui donnant pour titre l'Almageste (d'après al Majesti, la « Très grande œuvre »). Cet ouvrage servira de base aux travaux de ibn Khurradadhbih, Ibn Khordadbeh, Suhrab, Al Kwarizmi, Ibn Hawqal et al Idrissi.
À la Maison de la sagesse de Bagdad, la Géographie est traduite plusieurs fois, peut-être depuis le syriaque, par Al-Kindi puis par Thābit ibn Qurra. Aujourd'hui, il nous reste les Tables d'Al-Khuwârizmî, réalisées avant 847, ainsi que les travaux d'Al-Battani et de Yaqout. Tous ces travaux ont été faits en référence à celui que l'on nomme alors Batlamiyus, c'est-à-dire Ptolémée. Ces données, en même temps que celles des ouvrages indiens et persans (voire chinois), seront abondamment commentées au Moyen-Orient jusqu'au-delà du XVe siècle.
En 1174, c'est à partir de la version arabe de ce texte que sera réalisée une traduction latine, à Tolède, par Gérard de Crémone.
À la fin du XIIe siècle, dans l'Empire byzantin, on trouve encore une mention de la Géographie (une transposition en vers de quelques passages), dans l'ouvrage de Jean Tzétzès, Chiliades. Mais ce sera tout jusque vers 1300, où des versions grecques de Ptolémée sont retrouvées par l'érudit byzantin Maximus Planudes. Il dessinera les cartes perdues en se basant sur ces textes. Après la traduction en latin de la Cosmographie (c'est alors son nom) par Manuel Chrysoloras, achevée par son élève Jacopo d'Angelo da Scarperia en 1406, plusieurs cartes sont à nouveau dessinées (voir illustration ci-contre). Cette traduction est imprimée pour une première fois en 1475, et les cartes le seront encore régulièrement. Les sciences cartographiques prennent à ce moment-là de l'ampleur, dans un contexte de développement des explorations territoriales par le monde occidental.
Le texte grec de la Géographie est imprimé pour la première fois en 1533, dans une publication préparée par Érasme de Rotterdam. Longtemps la seule édition complète était celle de Nobbe (1843-1845), mais sans notes critiques. Celle de Müller (1883-1901), pourtant considérée comme une édition de référence, ne contient que les livres 1 à 5. Mais en 2006, une version intégrale en grec et allemand, éditée sous la direction d'Alfred Stückelberger et de Gerd Grasshoff, a été publiée à Bâle. Ces éditions sont mentionnées dans la bibliographie ci-dessous. La traduction anglaise de Stevenson contient de nombreuses erreurs.

### Manuscrits grecs[17]
- A : Vat. Pal. Gr. 388 [ou 398 ?].
- C : Parisinus Suppl. Gr. 119.
- F : Fabricianus bibl. univ. Havnensis Gr. 23.
- K : Constantinopolitanus Seragliensis 57 (archétype).
- L : Athous Vatopedi 655 [voir aussi les arrachages BnF, Suppl. grec 443 A + Londinensis addit. gr. 19 391].
- N : Oxoniensis Seldenianus 41.
- O : Florent. Laurent. XXVIII 49.
- R : Venetus Marc. Gr. 516.
- S : Florent. Laurent. XXVIII 9.
- U : Vat. Urbinas 82 [éd. ci-dessous].
- V : Vat. Gr. 177.
- W : Vat. Gr. 178.
- X : Vat. Gr. 191.
- Z : Vat. Palat. Gr. 314 (archétype).

### Manuscrits arabes
- Traduction du traité de géographie de Ptolémée, par Abou Dja'far Mohammad ibn Mousa al-Khwarizmi, avec des cartes [1036], Bibliothèque nationale et universitaire de Strasbourg, Ms.4.247 (fiche).

### Fac-similés des manuscrits
- Claudii Ptolemaei Geographiae codex urbinas graecus 82, phototypice depictus, consilio et opera curatorum Bibliothecae vaticanae [=U], éd. par Joseph Fischer, Leiden et Leipzig, 1932, 3 vol. de texte et 1 vol. de pl. (Bibliotheca apostolica vaticana. Codices e vaticanis selecti, 18-19).Contient 1, Tomus prodromus, Joseph Fischer... de Cl. Ptolemaei vita, operibus, geographia praesertim ejusque fatis. 2, Pars prior. Textus cum appendice critica Pii Franchi de Cavalieri. 3, Pars altera. Tabulae geographicae. Accedunt tabulae viginti septem codicis vaticani latini 5698, tres urbinatis graeci 83.

### Éditions en grec
- Klaudios Ptolemaios Handbuch der Geographie, éd. grecque complète et trad. allemande sous la dir. d'Alfred Stückelberger et Gerd Grasshoff, avec Florian Mittenhuber, Renate Burri, Klaus Geus, et al., Bâle, 2006  (ISBN 3-7965-2148-7) ; Klaudios Ptolemaios. Handbuch der Geographie : Ergänzungsband mit einer Edition des Kanons bedeutender Städte, sous la dir. d'Alfred Stückelberger et Florian Mittenhuber, et al., Bâle, 2009  (ISBN 978-3-7965-2581-0).L'éd. de 2006 contient griechisch-deutsch : Einleitung, Text und Übersetzung, Index : Vol. 1, Einleitung und Buch 1-4. - Vol. 2, Buch 5-8 und Indices - CD-ROM.
Certains commentaires, à la suite de cette édition, sont publiés dans la revue électronique e-perimetron.
- Klaudiou Ptolemaiou geōgrafikē ufēgēsis = Claudii Ptolemaei Geographia [livres 1-5], éd. grecque et trad. latine par Karl Müller puis par Curt Theodor Fischer (de), Paris, 1883-1901, 2 vol. (Scriptorum Graecorum bibliotheca, 65 et 68) (Vol. I-1 et Vol. I-2 en ligne).Contient e codicibus recognovit, prolegomenis, annotatione, indicibus, tabulis instruxit. Vol. I-1 : livre I-III ; Vol. I-2 : livre IV-V. Le vol. II, avec les livres VI à VIII, n'a pas été publié.
- Claudii Ptolemaei Geographia, éd. grecque complète par Karl Friedrich August Nobbe, Leipzig, 1843-1845 (en ligne archive.org, google) ; repr. Hildesheim, introd. d'Aubrey Diller, 1966 ; repr. 1990  (ISBN 3-487-01236-7).

### Traductions
- Ptolemy's Geography [livres 1-2 et 7-8], trad. en anglais par John Lennart Berggren et Alexander Jones, Princeton (NJ), 2000  (ISBN 0-691-01042-0).Contient an annotated translation of the theoretical chapters.
- Geography of Claudius Ptolemy, trad. en anglais par Edward Luther Stevenson, New York, 1932 ; repr. Mineola (NY)  (ISBN 0-486-26896-9) (en ligne partiellement, et les critiques d'Aubrey Diller).Contient reproductions of the maps from the Ebner manuscript, ca. 1460 ; with an introduction by professor Joseph Fischer.
- Claude Ptolémée, Traité de géographie [livre 1 et fin du livre 7], trad. en français par Nicolas B. Halma, Bordeaux, repr. 1989 (1re éd. 1828)  (ISBN 2-85367-070-8) (en ligne).Contient la trad. fr. du Mémoire sur la mesure des longueurs et des surfaces chez les anciens… de C.-L. Ideler. - Reprod. en fac-sim. de l'éd. de Paris, Eberhart, 1828, augm. des cartes du ms. de Naples (XVe siècle).
- Geographia Cl. Ptolemaei Alexandrini, Venise, 1562 (éd. complète en latin en ligne) Contient olim a Bilibaldo Pirckheimherio traslata, at nunc multis codocibus graecis colata, pluribusque in locis ad pristinam veritatem redacta a Josepho Moletio mathematico
- Claudius Ptolemaeus. Geographia, introd. de Raleigh Ashlin Skelton, Amsterdam, 1969 (Theatrum orbis terrarum).Contient les fac-sim. l'éd. en latin de Venise 1511.
- (it) Geografia cioè descrittione vniuersale della terra partita in due volumi…, In Venetia : appresso Gio. Battista et Giorgio Galignani fratelli, 1558.
- (it) Geografia di Claudio Tolomeo alessandrino, In Venetia : appresso gli heredi di Melchior Sessa, 1599.
- (la) Geographia Cl. Ptolemaei Alexandrini, Venetiis : apud Vincentium Valgrisium, Venezia, 1562.
- (la) Geographia Universalis, Basileae : apud Henricum Petrum, mense Martio, Venezia, 1540.
- (la) Claudii Ptolomei Cosmographie. Texte en latin, traduction de Jacobus Angelus, (Italie), 1460-1477. Codex numérisé disponible sur Somni

## Commentaires et bibliographies
- (en) Jerry Brotton, A history of the world in twelve maps, Londres, Penguin Books, 2012, 514 p. (ISBN 978-0-14-103493-5).
- (es) J. L. García Alonso, La Península Ibérica en la « Geografía » de Claudio Ptolemeo, Vitoria, 2003.
- (en) Florian Mittenhuber, « The Tradition of Texts and Maps in Ptolemy’s Geography », dans Alexander Jones, Ptolemy in perspective : use and criticism of his work from antiquity to the nineteenth century, Dordrecht et Londres, 2010 (lire en ligne), p. 95-119.
- Emmanuelle Vagnon, « La réception de la Géographie de Ptolémée en Occident au XVe siècle. Un exemple de transfert culturel », dans Hypothèses, Paris, 2003 (ISBN 2-85944-482-3, lire en ligne), p. 201-211.
- Germaine Aujac, Claude Ptolémée, astronome, astrologue, géographe, Paris, 1993.
- Oswald Ashton Wentworth Dilke, The Culmination of Greek Cartography in Ptolemy, dans Cartography in prehistoric, ancient, and medieval Europe and the Mediterranean, dir. par John Brian Harley et David Woodward, Chicago, 1987, p. 177-200 (The History of cartography, 1)  (ISBN 0-226-31633-5) (table des matières ; bibliogr. en ligne).
- Rodney W. Shirley, The Mapping of the World, Londres, 1984.
- Erich Polaschek, Ptolemaios als Geograph, dans RE Suppl., X, 1965, col. 681-831.
- Erich Polaschek, Ptolemy's Geography in a New Light, dans Imago Mundi, XIV, 1959, p. 17-37 (en ligne payant).
- Carlos Sanz, La Geografia de Ptolemeo, Madrid, 1959.
- W. H. Stahl, Ptolemy's Geography. A Selected Bibliography, New York, 1953.
- Leo Bagrow, The origin of Ptolemy's "Geographia", dans Geografiska Annaler, XXVII, 1945, p. 318-387.
- Otto Cuntz, Die Geographie Des Ptolemaeus, Galliae, Germania, Raetia, Noricum, Pannoniae, Illyricum, Italia, Berlin, 1923 (partiellement en ligne).
- Henry N. Stevens, Ptolemy's Geography. A brief Account of all the Printed Editions down to 1730, Londres, 1908 (en ligne).
- Philip Smith, The geographical system of Ptolemy, dans Dictionary of Greek and Roman Biography and Mythology, dir. William Smith, Boston, 1870, p. 577-580 (en ligne).
- Karl Müller, Rapports sur les manuscrits de la géographie de Ptolémée [1866], dans Archives des missions scientifiques et littéraires, 2e sér., 4, Paris, 1867, p. 279-298 (en ligne).
- André Berthelot, L'Asie ancienne centrale et sud-orientale d'après Ptolémée, Paris, 1930.